# Petit Buëch
Le Petit Buëch, ou Petit Buech, est une rivière française, qui coule dans le département des Hautes-Alpes. C'est un affluent du Buëch et donc un sous-affluent du Rhône par la Durance.

## Géographie
Le Petit Buëch naît dans le « cirque » de Chaudun, au nord-nord-ouest de la ville de Gap, sous le pic de l'Aiguille (2 140 m), à l'extrémité sud-est du massif du Dévoluy. Il se forme à partir d'un ensemble de petites sources qui confluent rapidement au centre du vallon, au pied de l'ancien village abandonné. De là le Petit Buëch part en direction du sud en sinuant dans un défilé étroit qu'aucune route ne parcourt, passe au pied du village de Rabou et débouche à La Roche-des-Arnauds, à 950 mètres d'altitude, sur un vaste seuil séparant le Dévoluy, dont la montagne d'Aurouze, de la montagne de Céüse. Il bifurque alors vers le sud-ouest, reçoit en passant son principal affluent, le Béoux, pour ensuite se jeter dans le (grand) Buëch en amont du défilé de Serres, à 680 mètres d'altitude, après un parcours de 44,2 kilomètres.
Le Petit Buëch traverse de l'amont vers l'aval le territoire des communes de Gap, Rabou, La Roche-des-Arnauds, Manteyer, Montmaur, Furmeyer, Veynes, Aspres-sur-Buëch, Oze, Chabestan, Sigottier et La Bâtie-Montsaléon.

## Affluents
Les principaux affluents du Petit Buëch sont par longueur décroissante :
- le torrent de Maraise long de 17,43 km. Il prend sa source dans la commune de Barcillonnette et se jette dans le Petit Buëch au niveau de la commune de La Bâtie-Montsaléon ;
- le Béoux long de 17,38 km. Il prend sa source dans la commune de Dévoluy et se jette dans le Petit Buëch au niveau de la commune de Furmeyer ;
- le Druzet long de 11,39 km. Il prend sa source dans la commune de Châteauneuf-d'Oze et se jette dans le Petit Buëch au niveau de la commune de Furmeyer ;
- le Ruisseau Ruissant long de 8,35 km. Il prend sa source dans la commune de La Roche-des-Arnauds et se jette dans le Petit Buëch au niveau de la commune de Montmaur ;
- la Sigouste long de 8,15 km. Il prend sa source dans la commune de Montmaur et se jette dans le Petit Buëch au niveau de la commune de Furmeyer ;
- le Torrent de la Rivière long de 6,9 km. Il prend sa source dans la commune de Gap et se jette dans le Petit Buëch au niveau de la commune de La Roche-des-Arnauds ;
- le Torrent du Moulin long de 6,76 km. Il prend sa source dans la commune de Manteyer et se jette dans le Petit Buëch au niveau de la commune de Manteyer ;
- le Rif Lauzon long de 6,45 km. Il prend sa source dans la commune de Montmaur et se jette dans le Petit Buëch au niveau de la commune de Montmaur ;
- le Torrent de Glaisette long de 6,44 km. Il prend sa source dans la commune de Veynes et se jette dans le Petit Buëch au niveau de la commune de Veynes ;
- le Rif Tord long de 5,62 km. Il prend sa source dans la commune de Oze et se jette dans le Petit Buëch au niveau de la commune de La Bâtie-Montsaléon.

## Hydrologie
Le débit moyen du petit Buëch est de 20,20 m3/s à la Bâtie-Montsaléon, c'est-à-dire à proximité immédiate de son confluent avec le grand Buëch.